# Dschebariki-Chaja
Dschebariki-Chaja (russisch Джебарики-Хая; jakutisch Дьабарыкы Хайа) ist eine Siedlung städtischen Typs in der Republik Sacha (Jakutien) in Russland mit 1694 Einwohnern (Stand 14. Oktober 2010).

## Geographie
Der Ort liegt etwa 320 km Luftlinie östlich der Republikhauptstadt Jakutsk am rechten Ufer des bedeutendsten Lena-Nebenflusses Aldan.
Dschebariki-Chaja gehört zum Ulus Tomponski und befindet sich etwa 50 km südlich von dessen Verwaltungszentrum Chandyga. Die Siedlung ist Sitz und einzige Ortschaft der Stadtgemeinde (gorodskoje posselenije) Possjolok Dschebariki-Chaja.

## Geschichte
Die Siedlung wurde 1941 im Zusammenhang mit der beginnenden Erschließung eines Steinkohlevorkommens gegründet. Der Ortsname steht im Jakutischen etwa für „Zieselberg“ (von дьабара, auch дьабарааскы für das Langschwanzziesel, Spermophilus undulatus und хайа, Berg). Seit 1974 besitzt Dschebariki-Chaja den Status einer Siedlung städtischen Typs. Ein noch in den 1980er-Jahren existierender Ortsteil am gegenüberliegenden, linken Ufer des Aldan wurde mittlerweile aufgegeben.

### Bevölkerungsentwicklung
| Jahr | Einwohner |
| ---- | --------- |
| 1979 | 3256      |
| 1989 | 3825      |
| 2002 | 2125      |
| 2010 | 1694      |

Anmerkung: Volkszählungsdaten

## Verkehr
Dschebariki-Chaja ist bislang nicht an das feste Straßennetz angeschlossen, sondern in der eisfreien Periode nur per Schiff auf dem Aldan sowie im Winter über eine Eisstraße auf dem Fluss erreichbar. Eine Straße von Chandyga (an der Fernstraße R504 Kolyma Nischni Bestjach – Magadan; bis 2017 alternativ M56) ist seit 2009 in Bau; das größte Bauwerk auf diesem Abschnitt, eine knapp 400 m lange Brücke über die Östliche Chandyga, wurde im September 2011 eröffnet. Die Fortführung der Straße das rechte Aldan-Ufer aufwärts bis Eldikan ist geplant.
Der kleine Flughafen (ICAO-Code UEQD) südöstlich des Ortes wird gegenwärtig regulär nicht angeflogen.